# Poni Hoax (album)
Albums de Poni Hoax
Images of Sigrid
(2008)
Poni Hoax est le premier album du groupe de pop rock français Poni Hoax. L'album est sorti durant l'année 2006

## Liste des titres
| No  | Titre                                                       | Durée |
| --- | ----------------------------------------------------------- | ----- |
| 1.  | She's on the radio                                          | 3:27  |
| 2.  | Budapest (Feat. Olga)                                       | 5:29  |
| 3.  | Carrie Ann                                                  | 4:47  |
| 4.  | Involutive star                                             | 5:30  |
| 5.  | Cheerleader in my dreams                                    | 7:37  |
| 6.  | Drunks and painters on parade                               | 4:08  |
| 7.  | I shall take it anyway                                      | 4:45  |
| 8.  | L.A. murder motel                                           | 5:29  |
| 9.  | She sells anger                                             | 8:31  |
| 10. | Le fil du temps (Feat. Ami Sioux et Joakim (piano version)) | 3:17  |